# Comunità ebraica di Mondovì
La comunità ebraica di Mondovì è attestata sin dal XVI secolo.
Originariamente gli ebrei presenti a Mondovì praticavano il prestito in denaro, mentre nelle campagne circostanti, Vicoforte e Fiamenga, allevavano bachi e producevano seta. Nel 1724, con l'istituzione del ghetto, i 64 ebrei allora residenti in zona furono costretti a trasferirsi in alcune case a Mondovì-Piazza su via Vico, nel tratto tra vicolo Pizzo fino a Piazza d'Armi.
La sinagoga di via Vico è un piccolo gioiello architettonico, ricca di arredi e affreschi decorativi settecenteschi. Il vecchio cimitero ebraico si trovava nell'area del baluardo Emanuele Filiberto; smantellato nel 1865, le vecchie lapidi furono trasferite in una sezione del nuovo cimitero comunale a Mondovì-Breo. Nel viale d'accesso una lapide ricorda la deportazione e l'eccidio degli ebrei monregalesi durante la seconda guerra mondiale.